# Theope bahlmanni
Theope bahlmanni är en fjärilsart som beskrevs av Anton Heinrich Fassl 1922. Theope bahlmanni ingår i släktet Theope och familjen Riodinidae. Inga underarter finns listade i Catalogue of Life.